# Manuel Lapeña
Manuel Lapeña Rodríguez y Ruiz de Sotillo, markiz de la Bondad Real znany także jako Manuel de Lapeña i Manuel de la Peña (ur. w 1766, zm. w 1827) – hiszpański arystokrata i wojskowy, brał udział w hiszpańskiej wojnie niepodległościowej (1808–1814).

## Życiorys
W swojej karierze osiągnął stopień generała porucznika Armii Królewskiej i pułkownika regimentu Piechoty Gwardii Królewskiej. W 1785 został odznaczony orderem Kalatrawy, a w 1812 orderem Karola III. Nie był jednak uważany za dobrego dowódcę, miał opinię małodusznego i niezdecydowanego, a jego sukcesy przypisywano radom i inicjatywom innych. Brał udział w bitwie pod Tudelą (1808). 
Tytuł markiza de Bondad Real, którego używał, jest podawany w wątpliwość przez historyków. Jeden z przodków żony Manuela Lapeñi otrzymał tytuł markiza de Bondad Real w 1736 od Karola III, kiedy ten był królem Neapolu, zanim został królem Hiszpanii. Lapeña ubiegał się o ten tytuł należny mu przez małżeństwo i otrzymał go w 1817. Jednak w Hiszpanii tytuł markiza de la Bondad Real utworzono dopiero w 1866. 
Należał do bliskiego kręgu przyjaciół książąt Alba, oświeceniowych arystokratów blisko związanych z dworem. Księżna Alba zamówiła u Francisca Goi jego portret z przeznaczeniem do salonu swojego pałacu La Alameda.